# FC Tirol Innsbruck
FC Tirol Innsbruck a fost un club de fotbal din Innsbruck, Tirol, Austria, care a existat între anii 1993–2002.

## Palmares
- Bundesliga Austriacă (3): 1999–2000, 2001, 2002
- Cupa Austriei

Finalistă (1): 2001

## Fotbaliști notabili
- Zoltan Barisic
- Michael Baur
- Jerzy Brzeczek
- Harald Cerny
- Vaclav Danek
- Radosław Gilewicz
- Eduard Glieder
- Alfred Hörtnagl
- Robert Ibertsberger
- Patrik Ježek
- Roland Kirchler
- Richard Kitzbichler
- Walter Kogler
- Leo Lainer
- Wolfgang Mair
- Stephan Marasek
- Souleymane Sané
- Markus Scharrer
- Michael Streiter
- Stanislav Cercesov
- Karel Vacha
- Robert Wazinger
- Marc Ziegler

## Evoluții în competițiile europene
- Q = calificări QF = sferturi de finală SF = semifinale

| Sezon   | Competiție            | Runda | Țară     | Club             | Acasă | Deplasare | Scor general |
| ------- | --------------------- | ----- | -------- | ---------------- | ----- | --------- | ------------ |
| 1993–94 | Cupa Cupelor UEFA     | 1     | Ungaria  | Ferencváros      | 3–0   | 1–2       | 5–1          |
|         |                       | 2     | Spania   | Real Madrid      | 1–1   | 3–0       | 1–4          |
| 1994–95 | Cupa UEFA             | 1     | Georgia  | Dinamo Tbilisi   | 5–1   | 1–0       | 5–2          |
|         |                       | 2     | Spania   | Deportivo        | 2–0   | 4–0       | 2–4          |
| 1996–97 | Cupa UEFA             | Q2    | Bulgaria | Slavia Sofia     | 4–1   | 1–1       | 5–2          |
|         |                       | 1     | Franța   | Metz             | 0–0   | 1–0       | 0–1          |
| 1997–98 | Cupa UEFA             | Q2    | Scoția   | Celtic           | 2–1   | 6–3       | 5–7          |
| 2000–01 | UEFA Champions League | Q3    | Spania   | Valencia         | 0–0   | 4–1       | 1–4          |
| 2000–01 | Cupa UEFA             | 1     | Italia   | Fiorentina       | 3–1   | 2–2       | 5–3          |
|         |                       | 2     | Germania | VfB Stuttgart    | 1–0   | 3–1       | 2–3          |
| 2001–02 | UEFA Champions League | Q3    | Rusia    | Lokomotiv Moscow | 1–0   | 3–1       | 2–3          |
| 2001–02 | Cupa UEFA             | 1     | Cehia    | Viktoria Žižkov  | 1–0   | 0–0       | 1–0          |
|         |                       | 2     | Italia   | Fiorentina       | 2–2   | 2–0       | 2–4          |

## Antrenori
- Horst Köppel (1 July 1993 – 15 May 1994)
- Wolfgang Schwarz (interim) (16 May 1994 – 30 June 1994)
- Hans Krankl (1 July 1994 – 30 June 1995)
- Dietmar Constantini (1 July 1995 – 26 July 1997)
- Heinz Peischl (interim) (27 July 1997 – 4 Oct 1997)
- František Cipro (5 Oct 1997 – 31 Dec 1998)
- Kurt Jara (1 Jan 1999 – 4 Oct 2001)
- Joachim Löw (10 Oct 2001 – 30 June 2002)